# 道明·卡爾卡尼奧
道明·卡尔卡尼奥（義大利語：Domenico Calcagno；1943年2月3日—）是天主教会意大利籍枢机及现任宗座財產管理局榮休主席。

## 生平
卡尔卡尼奥于1943年2月3日在意大利特拉蒙塔纳（Tramontana）出生。若瑟·西里於1967年2月25日將他晋铎，德宜·泰塔曼齊於2002年3月9日將他晋牧。他於2011年7月7日獲委任為宗座财产管理局主席。教宗本笃十六世於2012年2月18日將他擢升为執事級樞機，領阿爾代亞蒂納路聖母領報執事區執事銜。他於2018年6月26日榮休並卸任宗座財產管理局主席，主席一職由意大利主教團秘書長農西奧·加蘭蒂諾接任

## 牧徽

道明·卡尔卡尼奥的枢机牧徽